# Mark II
Mark II je bil tank britanske vojske v prvi svetovni vojni. Na tem tanku so se vojaki urili za tank Mark I.

## Zgodovina in opis tanka
Popularnost tankov se je pojavila s pojavom tanka Mark I, še posebej pa po zelo uspešnem boju pri Sommi. General Douglas Haig je naročil 1000 primerkov tega tanka, vendar so to naročilo 10. oktobra preklicali. Zaradi pritiskov javnosti in potreb so naročilo še enkrat potrdili. S serijsko proizvodnjo so nastajali tudi nove verzije tanka Mark I. Tako je nastal tudi tank Mark II, ki se je uporabljal za urjenje. Bilo je narejenih le 50 primerkov. Te tanki niso bili zaščiteni. Imeli pa so kovinsko ploščo, ki je bila pripravljena, da se na njo namesti oklep. Ogrodje je imel identično tanku Mark I. Pet tankov Mark I je bilo uporabljenih za testiranje menjalnika.